# Aspitates tangens
Aspitates tangens là một loài bướm đêm trong họ Geometridae.